# Clickbait (televíziós sorozat)
A Clickbait 2021-es amerikai–ausztrál drámasorozat, amelyet Tony Ayres és Christian White alkotott. A főbb szerepekben Zoe Kazan, Betty Gabriel, Phoenix Raei, Abraham Lim és Adrian Grenier látható.
Amerikában és Magyarországon 2021. augusztus 25-én mutatta be a Netflix.

## Ismertető
A történet egyik szálában egy apa eltűnik, majd egy vírusvideóban megjelenik egy táblával a kezében, amely szerint meghal, ha a videót ötmillióan nézik meg.

## Szereplők

### Főszereplők
| Szereplők       | Színész         | Magyar hang     | Leírás |
| --------------- | --------------- | --------------- | --- |
| Pia Brewer      | Zoe Kazan       | Földes Eszter   | Nick húga. |
| Sophie Brewer   | Betty Gabriel   | Bánfalvi Eszter | Nick felesége. |
| Roshan Amiri    | Phoenix Raei    | Gacsal Ádám     | Oaklandi rendőrség nyomozója |
| Ben Park        | Abraham Lim     | Haumann Máté    | Kíméletlen riporter és a GBZ Online munkatársa, aki követi Nick ügyét, és elhatározza, hogy interjút készít a családdal.                                                                                   |
| Nick Brewer     | Adrian Grenier  | Simon Kornél    | Családos férfi, aki eltűnt, majd egy videóban szerepel, amelyen egy táblát tart a kezében, amelyen az áll: "Bántalmazom a nőket" és egy második tábla, amelyen az áll: "5 millió megtekintésnél meghalok". |
| Curtis Hamilton | Motell G Foster | Orosz Ákos      | Sophie egykori kollégája, akivel viszonya volt. |
| Emma Beesly     | Jessie Collins  | Botos Éva       | A nő, aki azt állította, hogy Nick szeretője. |

### Mellékszereplők
| Szereplők     | Színész             | Magyar hang        | Leírás                                                                    |
| ------------- | ------------------- | ------------------ | ------------------------------------------------------------------------- |
| Ethan Brewer  | Camaron Engels      | Winkler Tamás Ábel | Sophie és Nick nagyobbik fia.                                             |
| Kai Brewer    | Jaylin Fletcher     | Gáll Dávid         | Sophie és Nick kisebbik fia.                                              |
| Andrea Brewer | Elizabeth Alexander | Zsurzs Kati        | Pia és Nick anyja.                                                        |
| Dawn Gleed    | Becca Lish          | Antal Olga         | A Merritt Sports Performance Center adminisztrációs menedzsere            |
| Ed Gleed      | Wally Dunn          | Csankó Zoltán      | Dawn férje.                                                               |
| Matt Aldin    | Ian Meadows         | Dévai Balázs       | Nick legjobb barátja és kollégája a Merritt Sports Performance Centerben. |
| Zach De Luca  | Steve Mouzakis      | Kaszás Gergő       | Nyomozók.                                                                 |
| Majano        | Salme Geransar      | Kakasy Dóra        | Nyomozók.                                                                 |
| Josephson     | Ezra Bix            | Beratin Gábor      | Nyomozók.                                                                 |
| Ruby          | Joyce Guy           | Nyakó Júlia        | Sophie anyja.                                                             |
| Vince         | Jack Walton         | Kálmán Barnabás    | Pia betege, aki segít neki kideríteni, mi történt Nickkel.                |
| Cameron       | Jake Speer          | Kovács Lehel       | Ben partnere.                                                             |
| Alice         | Renee Lim           | Hay Anna           | Sophie barátja, aki egyben az ügyvédje is.                                |
| Heller        | Debra Lawrance      | Menszátor Magdolna | Igazgató.                                                                 |

### Magyar változat
- Magyar szöveg: Jeszenszky Márton
- Hangmérnök: Csomár Zoltán
- Vágó: Simkóné Varga Erzsébet
- Gyártásvezető: Kablay Luca
- Szinkronrendező: Majoros Eszter
- Produkciós vezető: Várkonyi Krisztina

A szinkront a Mafilm Audio Kft. készítette.

## Epizódok
| Sor. | Év. | Cím                       | Rendező       | Író                                 | Premier             |
| ---- | --- | ------------------------- | ------------- | ----------------------------------- | ------------------- |
| 1.   | 1.  | A húg (The Sister)        | Brad Anderson | Tony Ayres és Christian White       | 2021. augusztus 25. |
| 2.   | 2.  | A nyomozó (The Detective) | Emma Freeman  | Tony Ayres és Christian White       | 2021. augusztus 25. |
| 3.   | 3.  | A feleség (The Wife)      | Brad Anderson | Pete McTighe                        | 2021. augusztus 25. |
| 4.   | 4.  | A szerető (The Mistress)  | Emma Freeman  | Melissa Scrivner Love               | 2021. augusztus 25. |
| 5.   | 5.  | A riporter (The Reporter) | Ben Young     | Bradford Winters és Tony Ayres      | 2021. augusztus 25. |
| 6.   | 6.  | A báty (The Brother)      | Ben Young     | Bradford Winters                    | 2021. augusztus 25. |
| 7.   | 7.  | A fiú (The Son)           | Cherie Nowlan | Melissa Scrivner Love és Tony Ayres | 2021. augusztus 25. |
| 8.   | 8.  | A válasz (The Answer)     | Cherie Nowlan | Tony Ayres                          | 2021. augusztus 25. |

## A sorozat készítése
2019 augusztusában bejelentették, hogy a Netflix egy 8 epizódból álló sorozatot készít, amelyet Tony Ayres és Christian White alkotott, David Heyman pedig a Heyday Television nevű cége alatt producerként dolgozik, a rendező pedig Brad Anderson. 2019 decemberében Zoe Kazan, Betty Gabriel, Adrian Grenier és Phoenix Raei csatlakozott a szereplőgárdához. 2020 februárjában Abraham Lim, Jessie Collins, Ian Meadows, Daniel Henshall, Motell Foster, Jaylin Fletcher és Cameron Engels csatlakozott a szereplőgárdához. 2019 decemberében kezdődött a forgatás. 2020 márciusában a koronavírus-világjárvány miatt felfüggesztették a sorozat forgatását. 2020 novemberében Melbourne-ben folytatták a forgatásokat.